# Torneo de Kitzbühel 2012
El Bet-At-Home Cup Kitzbühel 2012 es un torneo de tenis. Pertenece al ATP Tour 2012 en la categoría ATP World Tour 250. El torneo tendrá lugar en la ciudad de Kitzbühel, Austria, desde el 22 de julio hasta el 28 de julio de 2012 sobre tierra batida.

## Cabezas de serie

### Masculino
| Preclasificado | Tenista                | Ranking |
| 1              | Philipp Kohlschreiber  | 22      |
| 2              | Florian Mayer          | 23      |
| 3              | Robin Haase            | 42      |
| 4              | Albert Ramos           | 46      |
| 5              | Martin Klizan          | 59      |
| 6              | Guillermo García-López | 70      |
| 7              | Ernests Gulbis         | 72      |
| 8              | Blaz Kavcic            | 77      |

- Los cabezas de serie, están basados en el ranking ATP del 16 de julio de 2012.

## Campeones

### Individual Masculino
Robin Haase vence a  Philipp Kohlschreiber por 6-7(2), 6-3, 6-2.

### Dobles Masculino
Frantisek Cermak /  Julian Knowle vencen a  Dustin Brown /  Paul Hanley por 7-6(4), 3-6, 12-10.